# ريتشارد أ. مور
ريتشارد أ. مور (بالإنجليزية: Richard Anthony Moore)‏ هو دبلوماسي وشخصية أعمال أمريكي، ولد في 23 يناير 1914 في ألباني في الولايات المتحدة، وتوفي في 27 يناير 1995 في واشنطن العاصمة في الولايات المتحدة بسبب سرطان البروستاتا.